# NGC 1467
NGC 1467 je galaksija u zviježđu Eridan.

## Vanjske poveznice
- SEDS: NGC 1467